# Júki Cunoda
Júki Cunoda, japonsky 角田 裕毅, v angličtině a jiných jazycích Yuki Tsunoda (* 11. května 2000 Sagamihara) je japonský automobilový závodník, pilot Formule 1 u týmu Red Bull.
Narodil se v Kanagawě. Svoji motokárovou kariéru začal v roce 2010. Od roku 2016, kdy vstoupil do juniorské formule, jeho kariéru podporovala Honda. V roce 2017 ovládl JAF Japan F4 East Series a další rok vyhrál japonskou F4. V roce 2019 závodil ve Formuli 3 za tým Jenzer Motorsport, kde se umístil na 9. pozici, a další rok jezdil s týmem Carlin ve Formuli 2, kde skončil na třetím místě a stal se nejlepším nováčkem sezóny.
Od roku 2019 je členem akademie Red Bullu. V roce 2021 podepsal smlouvu s týmem AlphaTauri. V Grand Prix Abú Zabí 2021 dosáhl na svůj nejlepší výsledek ve Formuli 1, kdy dojel čtvrtý. S týmem, který se v roce 2024 přejmenoval na RB, měl smlouvu do konce roku 2025. 27. března 2025 byl ale povýšen do týmu Red Bull, kde po dvou závodech nahradil Liama Lawsona.

## Formule 1

### Testování
V srpnu 2020 šéf týmu Scuderia AlphaTauri Franz Tost oznámil, že Cunoda bude testovat vůz F1 na konci sezóny v Abú Zabí. 4. listopadu 2020 poprvé testoval vůz F1 z roku 2018 na trati v Imole.

### AlphaTauri / Racing Bulls
16. prosince 2020 byl potvrzen jako týmový kolega Pierra Gaslyho u týmu Scuderia AlphaTauri od sezóny 2021.

## Výsledky
| Legenda k tabulce | Legenda k tabulce                                                                       |
| Barva             | Výsledek                                                                                |
| ----------------- | --------------------------------------------------------------------------------------- |
| Zlatá             | Vítěz                                                                                   |
| Stříbrná          | 2. místo                                                                                |
| Bronzová          | 3. místo                                                                                |
| Zelená            | Bodované umístění                                                                       |
| Modrá             | Nebodované umístění                                                                     |
| Modrá             | Dokončil neklasifikován (NC)                                                            |
| Fialová           | Odstoupil (Ret)                                                                         |
| Červená           | Nekvalifikoval se (DNQ)                                                                 |
| Červená           | Nepředkvalifikoval se (DNPQ)                                                            |
| Černá             | Diskvalifikován (DSQ)                                                                   |
| Bílá              | Nestartoval (DNS)                                                                       |
| Bílá              | Závod zrušen (C)                                                                        |
| Světle modrá      | Pouze trénoval (PO)                                                                     |
| Světle modrá      | Páteční testovací jezdec (TD)                                                           |
| Bez barvy         | Netrénoval (DNP)                                                                        |
| Bez barvy         | Vyřazen (EX)                                                                            |
| Bez barvy         | Nepřijel (DNA)                                                                          |
| Bez barvy         | Odvolal účast (WD)                                                                      |
| Bez barvy         | Nezúčastnil se (prázdné)                                                                |
| Označení          | Význam                                                                                  |
| Tučnost           | Pole position                                                                           |
| Kurzíva           | Nejrychlejší kolo                                                                       |
| †                 | Jezdec nedojel do cíle, ale byl klasifikován, protože odjel více než 90 % délky závodu. |
| ‡                 | Byl udělován poloviční počet bodů, protože bylo odjeto méně než 75 % délky závodu.      |
| Horní index       | Umístění bodujících jezdců ve sprintu                                                   |

### Závodní kariéra
| Sezóna | Série                       | Tým                                 | Závody | Vítězství | PP | NK | Pódia | Body | Umístění   |
| ------ | --------------------------- | ----------------------------------- | ------ | --------- | -- | -- | ----- | ---- | ---------- |
| 2016   | F4 Japanese Championship    | Sutekina Racing Team                | 2      | 0         | 0  | 0  | 1     | 30   | 16. místo  |
| 2017   | F4 Japanese Championship    | Suzuka Racing School/Kochira Racing | 14     | 3         | 4  | 1  | 6     | 173  | 3. místo   |
| 2017   | JAF Formula 4 - East Series | Marusan MYST JSS                    | 6      | 5         | 5  | 5  | 6     | 115  | 1. místo   |
| 2017   | JAF Formula 4 - West Series | Marusan MYST JSS                    | 1      | 1         | 1  | 1  | 1     | 20   | 7. místo   |
| 2018   | F4 Japanese Championship    | Honda Formula Dream Project         | 14     | 7         | 8  | 4  | 11    | 245  | 1. místo   |
| 2019   | Euroformula Open            | Motopark                            | 14     | 1         | 0  | 3  | 6     | 151  | 4. místo   |
| 2019   | FIA Formule 3               | Jenzer Motorsport                   | 16     | 1         | 0  | 1  | 3     | 67   | 9. místo   |
| 2019   | Grand Prix Macaa            | Hitech Grand Prix                   | 1      | 0         | 0  | 0  | 0     | —    | 11. místo  |
| 2020   | Toyota Racing Series        | M2 Competition                      | 15     | 1         | 0  | 0  | 3     | 257  | 4. místo   |
| 2020   | FIA Formule 2               | Carlin                              | 24     | 3         | 4  | 1  | 7     | 200  | 3. místo   |
| 2021   | Formule 1                   | Scuderia AlphaTauri Honda           | 22     | 0         | 0  | 0  | 0     | 32   | 14. místo  |
| 2022   | Formule 1                   | Scuderia AlphaTauri                 | 22     | 0         | 0  | 0  | 0     | 12   | 17. místo  |
| 2023   | Formule 1                   | Scuderia AlphaTauri                 | 22     | 0         | 0  | 1  | 0     | 17   | 14. místo  |
| 2024   | Formule 1                   | Visa Cash App RB F1 Team            | 24     | 0         | 0  | 0  | 0     | 30   | 12. místo  |
| 2025   | Formule 1                   | Visa Cash App Racing Bulls F1 Team  | 2      | 0         | 0  | 0  | 0     | 10*  | 17. místo* |
| 2025   | Formule 1                   | Oracle Red Bull Racing              | 10     | 0         | 0  | 0  | 0     | 10*  | 17. místo* |

### Kompletní výsledky ve FIA Formuli 3
| Rok  | Tým               | 1          | 2         | 3         | 4         | 5          | 6          | 7          | 8         | 9         | 10        | 11        | 12        | 13        | 14        | 15         | 16          | Body | Umístění |
| ---- | ----------------- | ---------- | --------- | --------- | --------- | ---------- | ---------- | ---------- | --------- | --------- | --------- | --------- | --------- | --------- | --------- | ---------- | ----------- | ---- | -------- |
| 2019 | Jenzer Motorsport | CAT FEA 10 | CAT SPR 9 | LEC FEA 7 | LEC SPR 9 | RBR FEA 16 | RBR SPR 11 | SIL FEA 14 | SIL SPR 7 | HUN FEA 9 | HUN SPR 6 | SPA FEA 6 | SPA SPR 2 | MNZ FEA 3 | MNZ SPR 1 | SOC FEA 12 | SOC FEA 25† | 67   | 9. místo |

### Kompletní výsledky ve Formuli 2
| Rok  | Tým    | 1           | 2           | 3          | 4            | 5          | 6          | 7          | 8            | 9          | 10         | 11        | 12        | 13        | 14        | 15        | 16         | 17         | 18         | 19        | 20         | 21        | 22         | 23        | 24        | Body | Umístění |
| ---- | ------ | ----------- | ----------- | ---------- | ------------ | ---------- | ---------- | ---------- | ------------ | ---------- | ---------- | --------- | --------- | --------- | --------- | --------- | ---------- | ---------- | ---------- | --------- | ---------- | --------- | ---------- | --------- | --------- | ---- | -------- |
| 2020 | Carlin | RBR1 FEA 18 | RBR1 SPR 11 | RBR2 FEA 2 | RBR2 SPR Ret | HUN FEA 16 | HUN SPR 18 | SIL1 FEA 3 | SIL1 SPR Ret | SIL2 FEA 6 | SIL2 SPR 1 | CAT FEA 4 | CAT SPR 4 | SPA FEA 1 | SPA SPR 9 | MNZ FEA 4 | MNZ SPR NC | MUG FEA 16 | MUG SPR 19 | SOC FEA 2 | SOC SPR 6‡ | BHR FEA 6 | BHR SPR 15 | BHR FEA 1 | BHR SPR 2 | 200  | 3. místo |

### Kompletní výsledky ve Formuli 1
| Rok  | Tým                                | Šasi                  | Motor                      | 1      | 2       | 3      | 4       | 5       | 6       | 7      | 8      | 9       | 10     | 11     | 12      | 13      | 14      | 15      | 16      | 17      | 18      | 19     | 20      | 21      | 22     | 23     | 24     | Body | Umístění   |
| ---- | ---------------------------------- | --------------------- | -------------------------- | ------ | ------- | ------ | ------- | ------- | ------- | ------ | ------ | ------- | ------ | ------ | ------- | ------- | ------- | ------- | ------- | ------- | ------- | ------ | ------- | ------- | ------ | ------ | ------ | ---- | ---------- |
| 2021 | Scuderia AlphaTauri Honda          | AlphaTauri AT02       | Honda RA621H 1,6 V6 t      | BHR 9  | EMI 12  | POR 15 | ESP Ret | MON 16  | AZE 7   | FRA 13 | STY 10 | AUT 12  | GBR 10 | HUN 6  | BEL 15  | NED Ret | ITA DNS | RUS 17  | TUR 14  | USA 9   | MXC Ret | SAP 15 | QAT 13  | SAU 14  | ABU 4  |        |        | 32   | 14. místo  |
| 2022 | Scuderia AlphaTauri                | AlphaTauri AT03       | Red Bull RBPTH001 1,6 V6 t | BHR 8  | SAU DNS | AUS 15 | EMI 7   | MIA 12  | ESP 10  | MON 17 | AZE 13 | CAN Ret | GBR 14 | AUT 16 | FRA Ret | HUN 19  | BEL 13  | NED Ret | ITA 14  | SIN Ret | JPN 13  | USA 10 | MXC Ret | SAP 17  | ABU 11 |        |        | 12   | 17. místo  |
| 2023 | Scuderia AlphaTauri                | AlphaTauri AT04       | Honda RBPTH001 1,6 V6 t    | BHR 11 | SAU 11  | AUS 10 | AZE 10  | MIA 11  | MON 15  | ESP 12 | CAN 14 | AUT 19  | GBR 16 | HUN 15 | BEL 10  | NED 16  | ITA DNS | SIN Ret | JPN 12  | QAT 15  | USA 8   | MXC 12 | SAP 96  | LVG 18† | ABU 8  |        |        | 17   | 14. místo  |
| 2024 | Visa Cash App RB F1 Team           | RB VCARB 01           | Honda RBPTH002 1,6 V6 t    | BHR 14 | SAU 14  | AUS 7  | JPN 10  | CHN Ret | MIA 78  | EMI 10 | MON 8  | CAN 14  | ESP 19 | AUT 14 | GBR 10  | HUN 9   | BEL 16  | NED 17  | ITA Ret | AZE Ret | SIN 12  | USA 14 | MXC Ret | SAP 7   | LVG 9  | QAT 13 | ABU 12 | 30   | 12. místo  |
| 2025 | Visa Cash App Racing Bulls F1 Team | Racing Bulls VCARB 02 | Honda RBPTH003 1,6 V6 t    | AUS 12 | CHN 16  |        |         |         |         |        |        |         |        |        |         |         |         |         |         |         |         |        |         |         |        |        |        | 10*  | 17. místo* |
| 2025 | Oracle Red Bull Racing             | Red Bull RB21         | Honda RBPTH003 1,6 V6 t    |        |         | JPN 12 | BHR 9   | SAU Ret | MIA 106 | EMI 10 | MON 17 | ESP 13  | CAN 12 | AUT 16 | GBR 15  | BEL     | HUN     | NED     | ITA     | AZE     | SIN     | USA    | MXC     | SAP     | LVG    | QAT    | ABU    | 10*  | 17. místo* |